# امرسون الکتریک

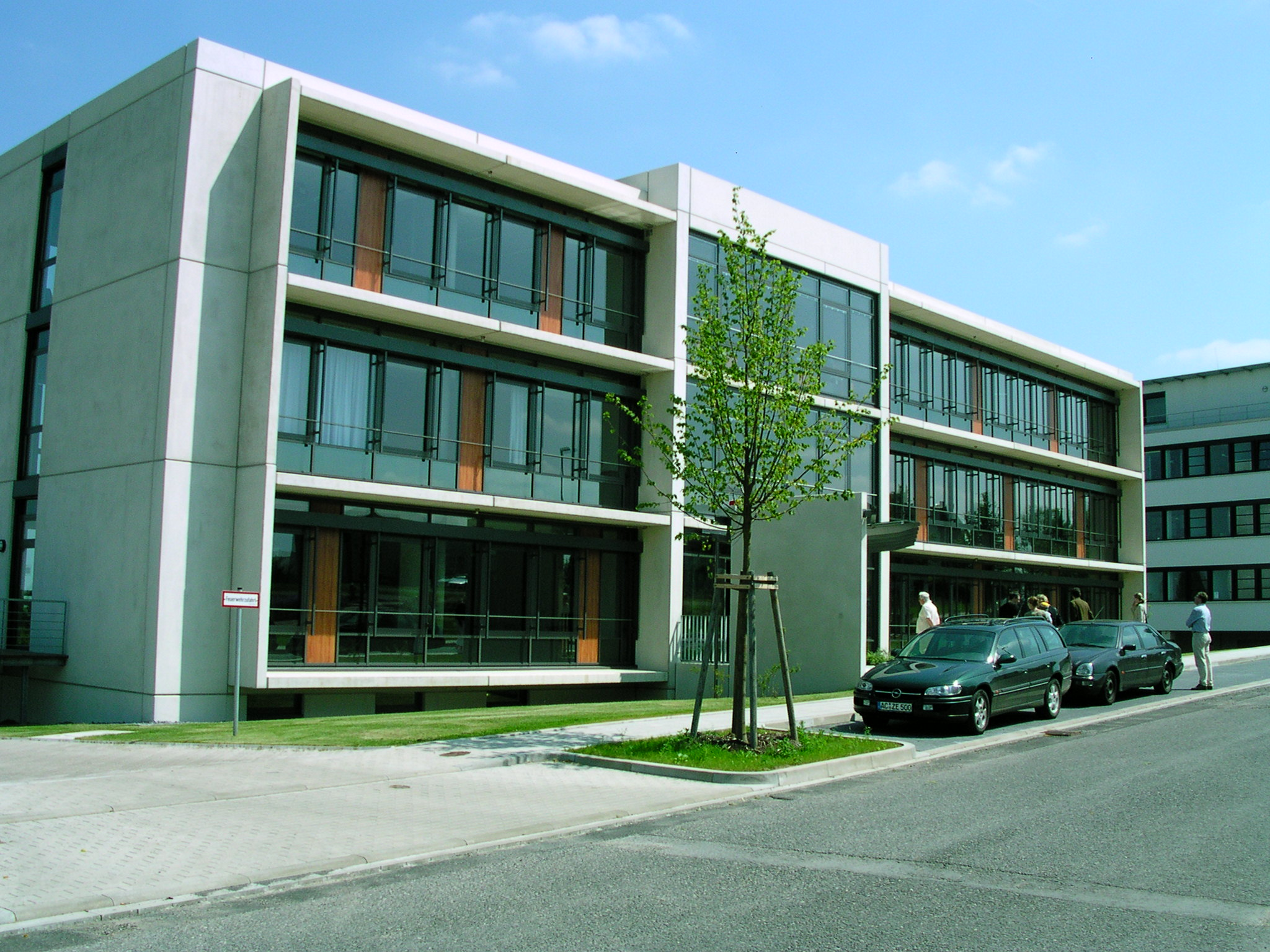
ساختمان اداری امرسون الکتریک، در آخن، آلمان

امرسون الکتریک (به انگلیسی: Emerson Electric) شرکت چندملیتی آمریکایی است، که در زمینه طراحی، توسعهٔ فناوری و تولید موتورهای الکتریکی، فن‌های مکانیکی، اتوماسیون صنعتی، چرخ‌های خیاطی، سامانه‌های کنترل فرایند، شیرآلات صنعتی، عملگر شیر، ابزارآلات پیشرفته، تجهیزات شبکه‌های برق‌رسانی و سامانه‌های ذخیره‌سازی فعالیت می‌نماید.
امرسون الکتریک در سال ۱۸۹۰ توسط جان وسلی امرسون تأسیس شد و اکنون تجهیزات و محصولات تولیدی خود را، به ۱۵۰ کشور جهان عرضه می‌کند و هم‌اکنون در فهرست فرچون ۵۰۰ از میان ۵۰۰ شرکت برتر ایالات متحده جای دارد.
دفتر مرکزی این شرکت در شهر فرگوسن، میزوری قرار دارد و سهام آن در بازار بورس نیویورک معامله می‌شود.